# Leonard Kirwa Kosencha
Leonard Kirwa Kosencha (Kenia, 21 de agosto de 1994) es un atleta keniano especializado en la prueba de 800 m, en la que consiguió ser campeón mundial juvenil en 2011.

## Carrera deportiva
En el Campeonato Mundial Juvenil de Atletismo de 2011 ganó la medalla de oro en los 800 metros, con un tiempo de 1:44.08 segundos que fue récord mundial juvenil, por delante del etíope Mohammed Aman y de su paisano keniano Timothy Kitum.